# Knute Hill

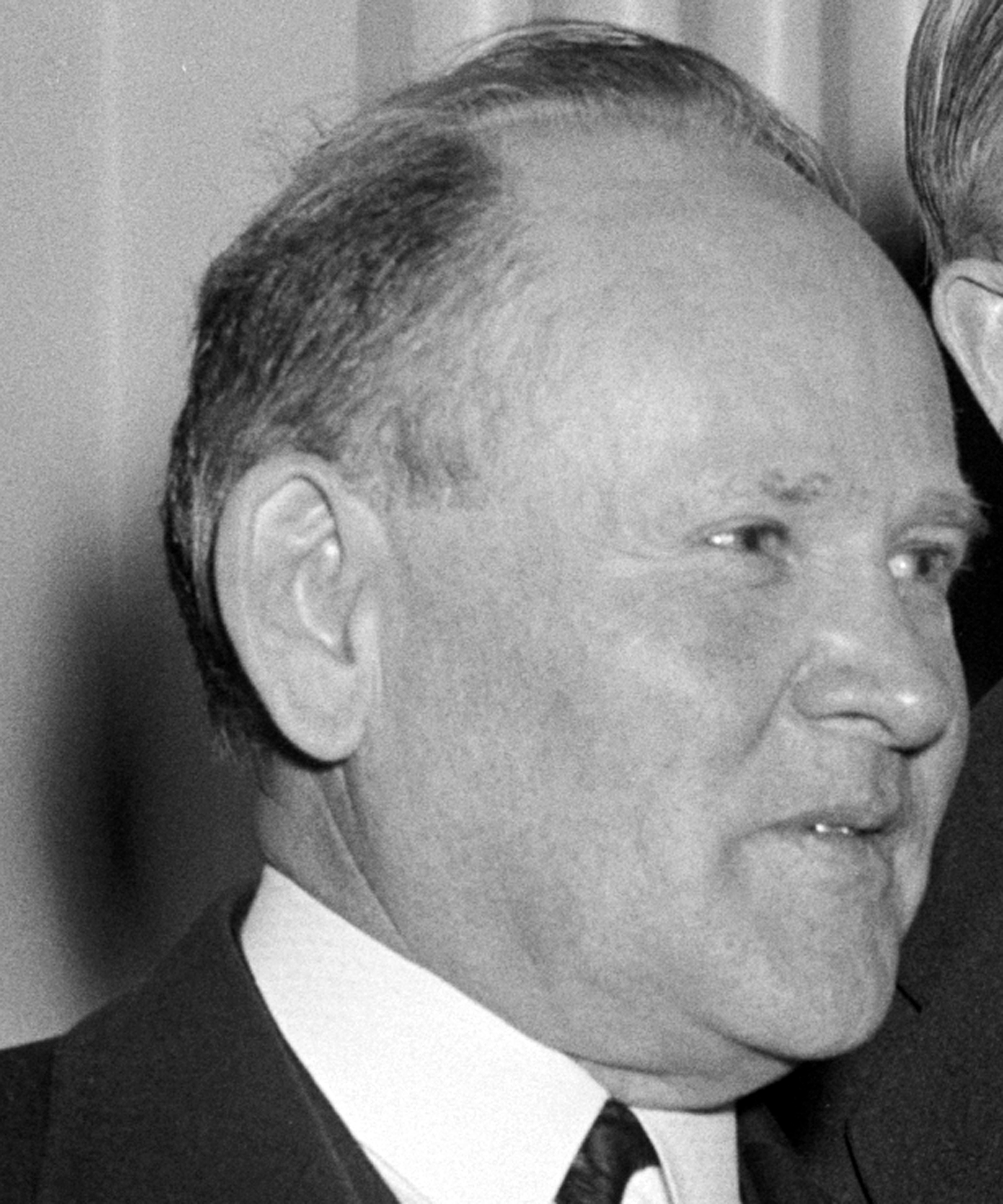
Knute Hill

Knute Hill (* 31. Juli 1876 bei Creston, Ogle County, Illinois; † 3. Dezember 1963 in Desert Hot Springs, Kalifornien) war ein US-amerikanischer Politiker. Zwischen 1933 und 1943 vertrat er den Bundesstaat Washington im US-Repräsentantenhaus.

## Werdegang
Im Jahr 1877 kam Knute Hill noch als Kleinkind nach DeForest in Wisconsin. 1889 zog seine Familie nach Red Wing in Minnesota weiter. Dort besuchte er die öffentlichen Schulen. Anschließend studierte Hill an der University of Minnesota in Minneapolis. Nach einem anschließenden Jurastudium an der University of Wisconsin–Madison und seiner im Jahr 1906 erfolgten Zulassung als Rechtsanwalt begann er in Milwaukee und Eau Claire in seinem neuen Beruf zu  arbeiten.
Hill zog 1911 nach Prosser im Staat Washington. Dort unterrichtete er zwischen 1911 und 1922 an den öffentlichen Schulen und an den High Schools im Benton County. Zwischen 1922 und 1932 hielt er an der staatlichen Landwirtschaftsanstalt (State Grange) Vorträge. Gleichzeitig begann er selbst in der Landwirtschaft zu arbeiten. Als Mitglied der Demokratischen Partei begann er auch eine politische Laufbahn.
Zwischen 1927 und 1933 saß Hill als Abgeordneter im Repräsentantenhaus von Washington. Bei den Kongresswahlen des Jahres 1932 wurde im vierten Wahlbezirk seines Staates in das US-Repräsentantenhaus in Washington, D.C. gewählt, wo er am 4. März 1933 die Nachfolge des Republikaners John W. Summers antrat. Nach vier Wiederwahlen konnte er bis zum 3. Januar 1943 fünf Legislaturperioden im Kongress absolvieren. Dort wurden zunächst die meisten der New-Deal-Gesetze der Bundesregierung unter Präsident Franklin D. Roosevelt verabschiedet. Später überschatteten die Ereignisse des Zweiten Weltkrieges auch die Arbeit des Kongresses. Gleich zu Beginn von Hills Amtszeit im Jahr 1933 wurde mit dem 21. Verfassungszusatz der 18. Zusatzartikel aus dem Jahr 1919 aufgehoben. Dabei ging es um das Verbot des Handels mit alkoholischen Getränken.
1942 verlor Knute Hill bei den Kongresswahlen gegen Hal Holmes. Zwischen 1943 und 1944 leitete er in Utah eine Indianeragentur. Danach arbeitete er bis 1946 als Radiosprecher in Spokane. Im Jahr 1946 bewarb Hill sich erfolglos als Kandidat der kurzlebigen Independent Progressive Party um die Rückkehr in das US-Repräsentantenhaus. Von 1949 bis 1951 war er Mitarbeiter des Columbia Basin Project in Ephrata. Danach zog er sich in den Ruhestand zurück, den er im kalifornischen Desert Hot Springs verbrachte. Dort ist er am 3. Dezember 1963 auch verstorben.